# Campo (Covelo)
Campo (oficialmente Santa María de Campo) es una parroquia española del municipio de Covelo, perteneciente a la provincia de Pontevedra, en la comunidad autónoma de Galicia.

## Toponimia
El lugar puede aparecer referido como «Campo» y «Santa María de Campo».

## Historia
Hacia mediados del siglo XIX, el lugar, referido por entonces como una feligresía, tenía contabilizada una población de 535 habitantes. Aparece descrito en el quinto volumen del Diccionario geográfico-estadístico-histórico de España y sus posesiones de Ultramar de Pascual Madoz con las siguientes palabras:

CAMPO (Sta. Maria de): felig. en la prov. de Pontevedra (7 leg.), part. jud. de Cañiza (1 1/2), dióc. de Tuy (7), ayunt. de Cobelo (1): sit. en las márg. del r. Tea, donde la combaten principalmente los aires del NE. y SO.; el clima es bastante sano, aunque á las veces se padecen algunas fiebres gástricas y viliosas. Comprende ademas del l. de su nombre dividido en 2 barrios, los l. de Barcia, Bostelo, Cas-Cardosa, Loureiro, Outeiro y Porta-Cabada, que reunen 103 casas. La igl. parr. dedicada á Sta. Maria, está servida por un cura, cuyo destino es de entrada y de provision de S. M. ó el diocesano, segun los meses en que ocurre la vacante. Confina el term. N. y E. felig. de PRado; S. la de Godones, y O. la de Fofe, de cuyos lím. dist. 1/4 de leg. poco mas ó menos. El terreno es áspero y de mediana calidad; le cruza el mencionado r. Tea, el cual nace en Camposaneos y va á desaguar en el Miño cerca de Salvatierra; tiene dos puentes denominados el Nuevo y Abeciño; sus aguas aprovechan para dar impulso á varios molinos harineros y riego de algunas tierras. El monte Suido que se halla hácia el N. y NE., está poblado de algunos árboles, tojo y abunda en yerbas de pasto. Los caminos conducen á Fofe y Prado, encontrándose en mediano estado. El correo se recibe en Cañiza. prod.: trigo, centeno, maiz, lino, legumbres y pocas hortalizas; se cria ganado vacuno, de cerda, lanar y cabrio; hay caza de liebres, conejos y perdices, y pesca de truchas en el Tea. ind. y comercio: ademas de la agrícola y molinos indicados, existe alguna arrieria; reduciendo las operaciones comerciales á la importacion de lino y de pescado procedente de Vigo. pobl.: 110 vec., 535 alm. contr. con su ayunt. (V.)
(Madoz, 1846, p. 367)

En 2022, tenía empadronados 80 habitantes.

## Patrimonio
Hay en la parroquia una iglesia de Santa María.